# Alfred Gong
Pour les articles homonymes, voir Gong.
Alfred Gong (né Alfred Liquornik le 14 août 1920 à Tchernivtsi, alors en Roumanie, et décédé le 18 octobre 1981 à New York) était un écrivain et poète américano-roumain ayant écrit en allemand.

## Biographie
Après ses études au lycée, il a étudié les langues romanes et la littérature comparée à l'université de Tchernivtsi. Dans sa jeunesse, Alfred Liquornik était ami de Paul Celan et d'Immanuel Weissglas. En 1940, à la suite de l'annexion par le pouvoir soviétique, il put trouver une place en tant qu'enseignant du village, alors que sa famille fut déportée en Sibérie. Après la conquête de la Bucovine par les Allemands et les Roumains en 1941, il rejoignit un ghetto juif et fut déporté dans un camp de travail en Transnistrie, où il put fuir à Bucarest. Là il travailla pour le journal Capitala. Après la prise de pouvoir par les communistes, il s'est enfui via Budapest à Vienne. De 1946 à 1951, il vécut à Vienne puis s'installa aux États-Unis en 1956. En 1957, il fut naturalisé sous le nom de Alfred Gong. Il a travaillé pour différents magazines et était ami de l'écrivain Rose Ausländer, également originaire de Tchernivtsi.

## Travaux (sélection)
- (de) Alfred Gong, Israels letzter Psalm. Gedichte, Aix-la-Chapelle, Rimbaud, 1995 (ISBN 3-89086-929-7).
- (de) Alfred Gong, Gras und Omega. Gedichte, Aix-la-Chapelle, Rimbaud, 1960 (réimpr. 1997) (ISBN 3-89086-967-X).
- (de) Alfred Gong, Manifest Alpha. Gedichte, Vienne, Bergland Verlag, 1961 (réimpr. 2001) (ISBN 3-89086-735-9).
- (en) Alfred Gong, Happening in der Park Avenue. New Yorker Geschichten, Munich, Piper, 1969.
- (de) Alfred Gong, Gnadenfrist. Gedichte, Aix-la-Chapelle, Rimbaud, 1980 (réimpr. 2006) (ISBN 3-89086-733-2).